# Арнольд, Иоганн Пауль
Иоганн Пауль Арнольд (Johann Paul Arnold; 1869—1952) — немецкий аквариумист. Благодаря ему были впервые описаны многие завезённые виды декоративных рыбок.
В конце 19-го, в начале 20-го века это были преимущественно моряки, которые привозили декоративных рыбок в Европу. Проживающий в Гамбурге торговый агент Иоганн Пауль Арнольд был увлечённым аквариумистом и использовал свои контакты с моряками, чтобы сообщать заинтересованным лицам о новых приобретениях. Благодаря своим связям со специалистами он заботился о том, чтобы ввезённые рыбы были точно определены. Многие из новых видов получали видовое имя arnoldi. Вместе с зоологом Эрнстом Алем он написал в 1936 году книгу «Die fremdländischen Süsswasserfische». Эта книга долгие годы считалась фундаментальным трудом в области описания мелких аквариумных рыб. Кроме того, в 1904 году Арнольд участвовал в основании журнала «Wochenschrift für Aquarien-und Terrarienkunde».
Арнольд был также успешен в разведении рыб. В 1909 году ему впервые удалось вывести гуппи.